# Шошкали
Шошкали́ (каз. Шошқалы) — село у складі району Біржан-сала Акмолинської області Казахстану. Входить до складу Баймирзинського сільського округу.
Населення — 53 особи (2021; 218 у 2009, 217 у 1999, 420 у 1989).
Національний склад станом на 1989 рік:
- казахи — 52 %;
- росіяни — 39 %.